# Silvio Liotta
Silvestre Saverio Liotta detto  Silvio (Cremona, 9 ottobre 1935 – Palermo, 15 settembre 2018) è stato un politico italiano.

## Biografia
Laureato in Giurisprudenza, entra alla fine degli anni '60 nel ruolo della carriera direttiva dell'Assemblea Regionale Siciliana, di cui diviene nel 1986 Segretario generale fino a quando va in quiescenza nel 1994 .
Membro della Camera dei Deputati per 3 legislature dal 1994 al 2006. Nella XII legislatura, eletto con il maggioritario nel collegio di Partinico per il Polo della libertà, aderisce al gruppo di Forza Italia, e diviene Presidente della Commissione Bilancio.
Nella XIII legislatura dopo essere stato eletto all'interno del Polo per le Libertà, nel gennaio 1997 entra a far parte di Rinnovamento Italiano, all'interno della coalizione di centro-sinistra de L'Ulivo.
L'anno successivo, nel 1998, nega inaspettatamente la fiducia al governo Prodi I, contribuendo a determinarne la caduta. Liotta, immediatamente espulso dal partito di Lamberto Dini, passa al Centro Cristiano Democratico.
Nel 2001 è rieletto all'interno della Casa delle Libertà aderendo al gruppo UDC. Ha terminato il mandato parlamentare il 27 aprile 2006
Nel 2007 diviene presidente della società regionale "Riscossione Sicilia spa". Nel 2010 fa parte del coordinamento regionale di Forza del Sud